# L'Affaire Bruay-en-Artois

L'Affaire Bruay-en-Artois est un téléfilm de Charlotte Brändström diffusé en 2008.

## Synopsis
1972, Bruay-en-Artois. En jouant dans un terrain vague, des enfants découvrent le corps sans vie de Marie Lafaille, une jeune fille de 16 ans. C'est le juge Marceau qui est saisi de l'affaire. Ses soupçons se portent sur Maître Jean-Noël  Ferret, le notaire impopulaire de Bruay-en-Artois, dont les explications sur sa présence aux abords des lieux du crime au moment des faits sont pour le moins évasives et contradictoires. Le juge Marceau, aidé par une journaliste, va dès lors s'atteler à démontrer la culpabilité de maître Ferret et de sa compagne, malgré les pressions provenant des hautes sphères qui gravitent autour de lui et de son instruction, craignant plus que tout un scandale médiatisé sur fond de lutte des classes, ce qui serait propice à un embrasement général des foules quatre ans seulement après Mai 68...

## Fiche technique
- Titre : L'Affaire Bruay-en-Artois
- Réalisation : Charlotte Brändström
- Scénario : Claude-Michel Rome
- Adaptation et dialogues : Claude-Michel Rome et Stéphane Kaminka
- Producteurs délégués : Jean-Pierre Guérin et Véronique Marchat
- Diffusé sur TF1 le 22 septembre 2008.
- Déconseillé aux moins de 10 ans lors de sa diffusion sur TF1.

## Distribution
- Tchéky Karyo : Juge François Marceau
- Bernard Le Coq : Maître Jean-Noël Ferret
- Dominique Reymond : Solange Valmon
- Agathe de La Boulaye : Claire Morvan
- Roland Copé : Le ministre (René Pleven)
- Nicolas Silberg : Maître Georges Vial
- Quentin Baillot : Vallier
- Éric Leblanc : René Lafaille
- Danièle Hennebelle : Jeanine Lafaille
- Benjamin Wangermee : Pierrot Maertens
- Valérie Kéruzoré : Greffière Claudel
- Aurore Broutin : Véronique Royer
- Marcelle Fontaine : Jeanne Servin
- Christian Joubert : Yann Richard
- Philippe Hérisson : Procureur Fosse
- Corinne Masiero : Dominique Vals
- Stéphanie Gesnel : France

## Autour du téléfilm
- Cette fiction prend pour sujet l'Affaire de Bruay-en-Artois. En 1972 à Bruay-en-Artois (absorbé en 1987 par la nouvelle  commune de Bruay-la-Buissière), des enfants découvrent le corps d'une jeune fille assassinée, âgée de quinze ans et demi, et nommée Brigitte Dewèvre. Elle a été étranglée avec un lien souple vraisemblablement un foulard, déshabillée en partie, trainée dans un terrain vague et frappée violemment avec un objet tranchant derrière la tête. C'est son petit frère prénommé Philippe, alors âgé de douze ans, qui a fait la macabre découverte. Le juge Henri Pascal, surnommé « le petit juge » et qui est saisi de l'affaire, inculpe le notaire Pierre Leroy sur le motif suivant: « Un faisceau de présomptions graves et concordantes », à la suite des explications évasives de l'intéressé au sujet de son alibi et de sa présence aux alentours des lieux du crime au moment des faits. Il sera relâché le 18 juillet 1972 après plus de trois mois d'incarcération. Cinq jours plus tard, Henri Pascal inculpe et fait incarcérer Monique Mayeur, la maîtresse de Pierre Leroy, dont les explications fournies lors de son audition comportent des versions contradictoires de son emploi du temps. Le juge considère alors son alibi comme plus que douteux. Le 20 juillet, les avocats de Pierre Leroy obtiennent le dessaisissement du dossier de l'instruction du juge Pascal sur décision de la Cour de cassation. Le 31 juillet 1972, Monique Mayeur est libérée de prison à son tour. Le dossier sera cette fois confié au juge Jean Sablayrolles, un magistrat parisien. Le 18 avril 1973, plus d'un an après les faits, Jean-Pierre Flahault, âgé de 17 ans, orphelin perturbé et ancien camarade de Brigitte Dewèvre, avouera aux autorités être l'auteur de cet assassinat. Il prétendra alors détenir les lunettes de Brigitte. On retrouvera bien des lunettes à son domicile, mais ni la mère de la victime, ni son opticien ne les identifieront comme appartenant à Brigitte. Jean-Pierre Flahault sera jugé et innocenté en première instance en juin 1975, rejugé sur appel du procureur à Paris en 1976, et relaxé au bénéfice du doute. L'affaire sera classée sans suite en 1981 et le crime prescrit en 2005[1],[2].
- La chaine TF1 a été assignée en justice par Jean Ker pour plagiat. Il semblerait que plusieurs des scènes du téléfilm soient tirées de son livre Le Fou de Bruay publié en 2006[3],[4].
- On peut cependant émettre des réserves sur le parti-pris du film qui laisse planer le doute sur la culpabilité du notaire ou d'autres notables de Bruay, en dépit du non-lieu judiciaire. Le personnage du juge sérieux et réservé incarné par Tcheky Karyo ne correspond pas à celui du juge Pascal, volubile, un peu brouillon et peut-être grisé par son succès médiatique.

## Récompenses
L'Affaire Bruay-en-Artois a reçu le prix du meilleur téléfilm unitaire de prime time lors du 10e Festival de fiction TV de La Rochelle. Tcheky Karyo et Bernard Le Coq y ont également reçu, en tant qu'ex æquo, le prix de la meilleure interprétation masculine.